# 熊座の淡き星影
『熊座の淡き星影』（くまざのあわきほしかげ、イタリア語: Vaghe stelle dell'orsa, 「熊座の漠然とした星」の意）は、1965年公開のイタリア映画である。監督はルキノ・ヴィスコンティ。モノクロ、ビスタサイズ（1.66：1）、100分。
古代エトルリア文明の痕跡を色濃く残す中部トスカーナ地方のヴォルテッラを舞台に、呪われた一家の忌まわしい過去をサスペンスタッチで描く。ソポクレスのギリシア悲劇『エレクトラ』を下敷きにしている。いくつかの台詞はダヌンツィオの『そうかもしれず、違うかもしれない』からの引用。タイトルはジャコモ・レオパルディの『追憶』から引用された詩句。テーマのピアノ曲はセザール・フランクの『前奏曲、コラールとフーガ』。第26回ヴェネツィア国際映画祭で金獅子賞とチネマ・ヌーボ賞を受賞した。

## ストーリー
サンドラ（クラウディア・カルディナーレ）と夫のアンドリュー（マイケル・クレイグ）はジュネーヴからニューヨークへ向かう前にサンドラの故郷ヴォルテッラに立ち寄る。ナチスの強制収容所で非業の死を遂げたユダヤ人科学者の父を記念して像をつくり、家の庭を市に寄贈して除幕式が行われる予定なのである。
そこへサンドラの弟のジャンニ（ジャン・ソレル）が現れ、2人は姉弟とは思えないほど親密な抱擁を交わす。ジャンニは少年時代を題材にした自伝的小説を出版することを告げ、2人の過去に何かあったらしいことをアンドリューに仄めかすが、はっきりとは言わない。
かつてはピアニストで今は精神を病む母親（マリー・ベル）と再婚相手のジラルディーニ（レンツォ・リッチ）は、姉弟が子どもの頃から姉弟と憎みあっていた。サンドラは、実父がアウシュビッツに送られて死に至ったのは、母親とジラルディーニの密告によるものだと信じていたのだ。アンドリューは和解のためにジラルディーニを夕食に招待したが、口論になってしまい、激怒したジラルディーニは、姉弟の近親相姦を仄めかしてしまう。アンドリューはショックのあまりジャンニを殴り、一人でニューヨークに旅立ってサンドラの気持ちを試す。
ジャンニは出版する予定だった小説「熊座の淡き星影」を燃やしてしまい、サンドラを激しく求めたが、彼女は拒否して夫のもとに出発することを決意する。除幕式が始まり、母親の主治医ピエトロとメイドのフォスカがジャンニを呼びにいくと、彼はすでに薬を飲んで息絶えていた。

## キャスト
- サンドラ・ドーソン：クラウディア・カルディナーレ
- ジャンニ・ワルト＝ルッツァッティ：ジャン・ソレル
- アンドリュー・ドーソン：マイケル・クレイグ（英語版）
- アントニオ・ジラルディーニ：レンツォ・リッチ（イタリア語版）
- コリンナ・ジラルディーニ：マリー・ベル
- フォスカ：アマリア・トロイアーニ
- ピエトロ・フォルマーリ：フレッド・ウィリアムズ（ドイツ語版）